# Diedorf (Dermbach)
Diedorf – część gminy (Ortsteil) Dermbach w Niemczech, w kraju związkowym Turyngia, w powiecie Wartburg. Do 30 grudnia 2013 wchodziła w skład wspólnoty administracyjnej Oberes Feldatal. Leży w górach Rhön.
Od 31 grudnia 2013 do 31 grudnia 2018 niektóre zadania administracyjne ówczesnej gminy realizowane były przez miasto Kaltennordheim, które pełniło rolę "gminy realizującej" (niem. "erfüllende Gemeinde").